# Naiche
Naiche (1856-1919) va ser l'últim cap hereditari dels apatxes chiricahua.

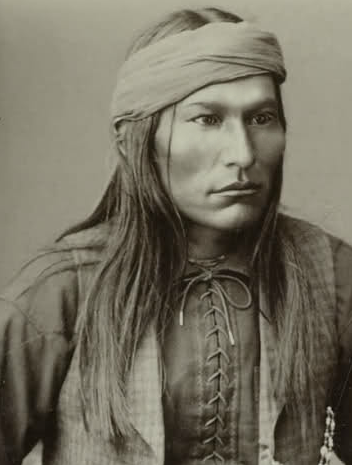
Naiche

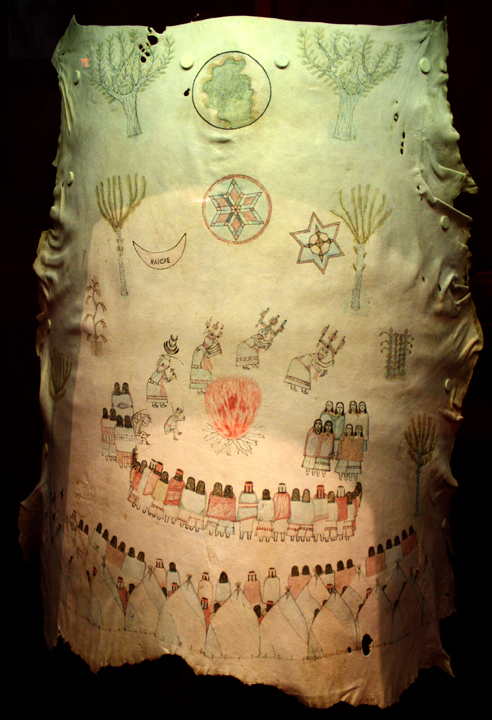
Dibuix de Naiche

## Antecedents
Naiche, nom que significa 'tafaner' o 'revoltós', és alternativament anomenat Nache, Nachi, o Natchez. Era el fill més jove de Cochise i la seva esposa Dos-teh-seh (Dos-tes-ey, 'Alguna cosa gairebé cuinada a la foguera', n. 1838), el seu germà gran era el cap Taza. Naiche era un home alt i ben plantat, amb un port digne que reflecteix l'equivalent apatxe d'una línia de sang reial com a fill de Cochise (líder del grup local Chihuicahui dels chokonen i cap principal de la banda chokonen dels apatxe chiricahua) i Dos-teh-seh, filla del gran cap Warm Springs/mimbreño Mangas Coloradas.

## Carrera
El 1872 lluità, a les ordres del seu pare Cochise i del seu germà gran Taza fins a la mort d'aquest, el 1876, i aleshores fou escollit cap dels chiricahua. El 1880, va viatjar a Mèxic amb la banda de Gerónimo, per evitar el trasllat forçós a la reserva índia de San Carlos a Arizona. Es van rendir el 1883, però es va escapar de la reserva el 1885 i marxà de nou a Mèxic. Va ser capturat el 1886, i Naiche i altres van ser empresonats al fort Marion de Saint Augustine (Florida).
Naiche i altres apatxes van demanar tornar a Arizona, mentre encara eren empresonats a fort Marion. Els Estats Units no van permetre el seu retorn, però les tribus kiowes i comanxes es va oferir a compartir les seves reserves al sud-oest d'Oklahoma amb el chiricahua, i així Naiche i 295 membres de la seva banda es va traslladar a fort Sill (Oklahoma), on formaren part de la tribu apatxe Fort Sill. El 1913, Naiche es traslladà a la reserva índia Mescalero a Nou Mèxic.
Naiche tenia la reputació de ser el millor artista indi de l'època. Va pintar els seus quadres en pell de cérvol en color. Els seus temes eren flors, cérvols, altres animals salvatges, galls dindi, i diversos objectes de la natura, com ell els va veure. També tallava bastons de fusta i els va pintar en diferents colors.

## Mort
Naiche va morir el 16 de març de 1919 a Mescalero (Nou Mèxic).

## En la ficció
Naiche és un dels personatges centrals de la novel·la Cry of Eagles de William W. Johnstone. La història presenta Naiche com a líder d'una banda de renegats apatxes en una guerra oberta contra els colons blancs i els miners en el seu intent d'unir-se a Gerónimo a Mèxic. En el capítol final, Naiche és assassinat pel protagonista, Falcon MacCallister. Naiche és interpretat per Rex Reason en la pel·lícula de Douglas Sirk Taza, Son of Cochise.